# مینو مداح
مینو مداح (۲۷ اردیبهشت ۱۳۵۵) تکواندوکار پیشین و مربی تیم ملی تکواندو زنان اهل ایران است.

## زندگی
مینو مداح متولد ۲۷ اردیبهشت سال ۱۳۵۵ در کرج است.

## دوران سرمربی‌گری

### المپیک تابستانی ۲۰۲۴ پاریس:
در بازی‌های المپیک تابستانی ۲۰۲۴ که  مرداد ۱۴۰۳(برابر با آگوست ۲۰۲۴) برگزار شد، تیم ملی تکواندوی زنان ایران با دو تکواندوکار حضور پیدا کرد که در پایان هر دو موفق به کسب نشان شدند. ناهید کیانی در وزن ۵۷- کیلوگرم نشان نقره گرفت و مبینا نعمت‌زاده در وزن ۴۹- کیلوگرم نشان برنز را کسب کرد.